# 清海鎮

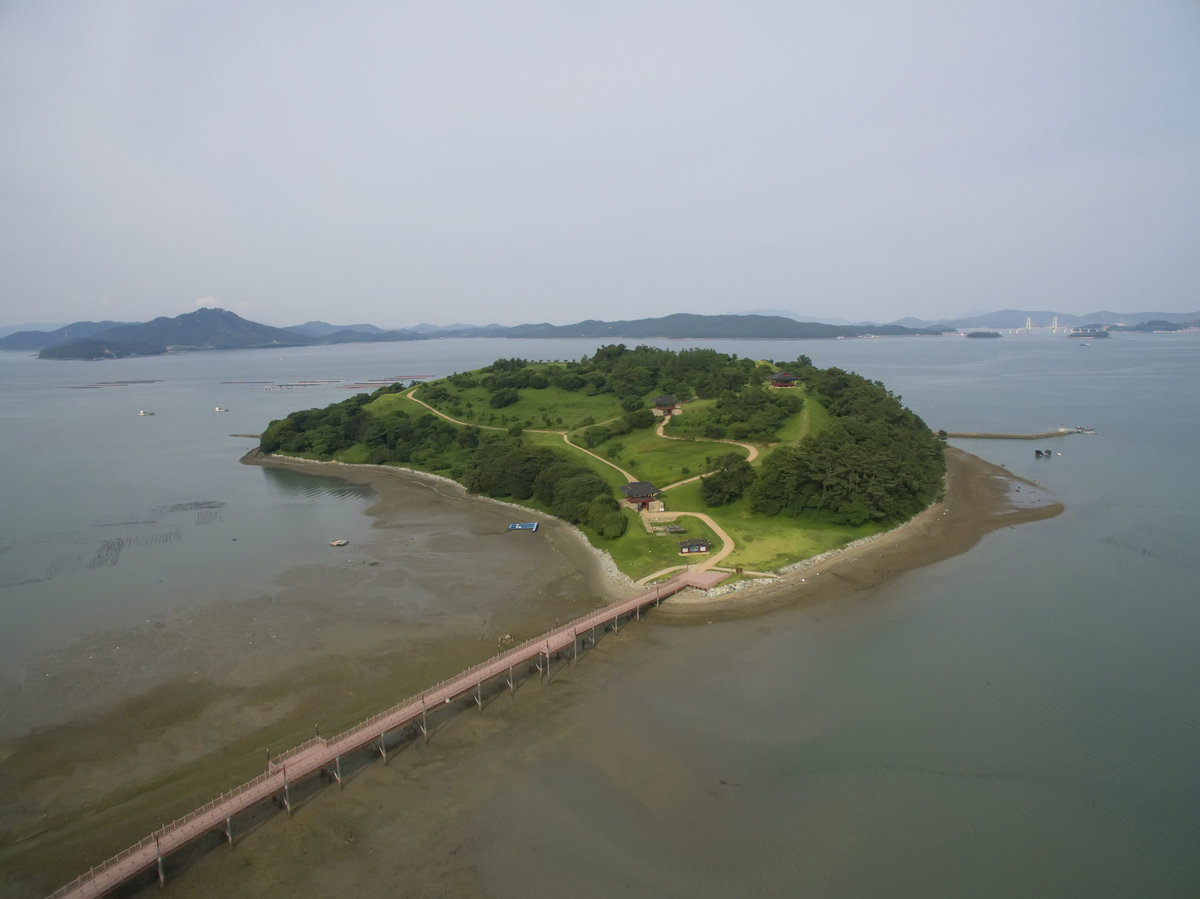
将島

清海鎮（チョンヘジン）は、韓国全羅南道莞島郡莞島邑長佐里734の将島にある統一新羅時代の軍鎮であった。莞島から清海鎮遺跡地のある小さな島である将島(장도)までの距離は約180mで、1日2回ずつ引潮の時は海底が現れ、直接に島へ歩くこともできる。9世紀・新羅の武将、張保皐はここに清海鎮を設置して海賊を掃討して三海の海上権を掌握した海上交易路の本拠地であり、現在は重要な歴史的遺跡である。

## 遺跡と遺物
- 木柵:島の入口防御用の木柵と推定される円木列は全長331mで大半がクヌギの柱を使用した。この円木列の試料を放射性炭素年代測定法によって分析した結果、9世紀半ばのものだと確認された。

- 清海鎮城：全長890m。築城方法は1段または2段の石を幅5-6mの間隔を置いて平行に配列した後、その内側を周辺の土で幾重にも重ね固めて丈夫に積み上げた版築技法が使用された。[2]

- 法華寺址：長佐里の裏手の象皇峰の麓に張保皐が山東省赤山の法華院を模して建てたと伝えられている法華寺址がある。[3]

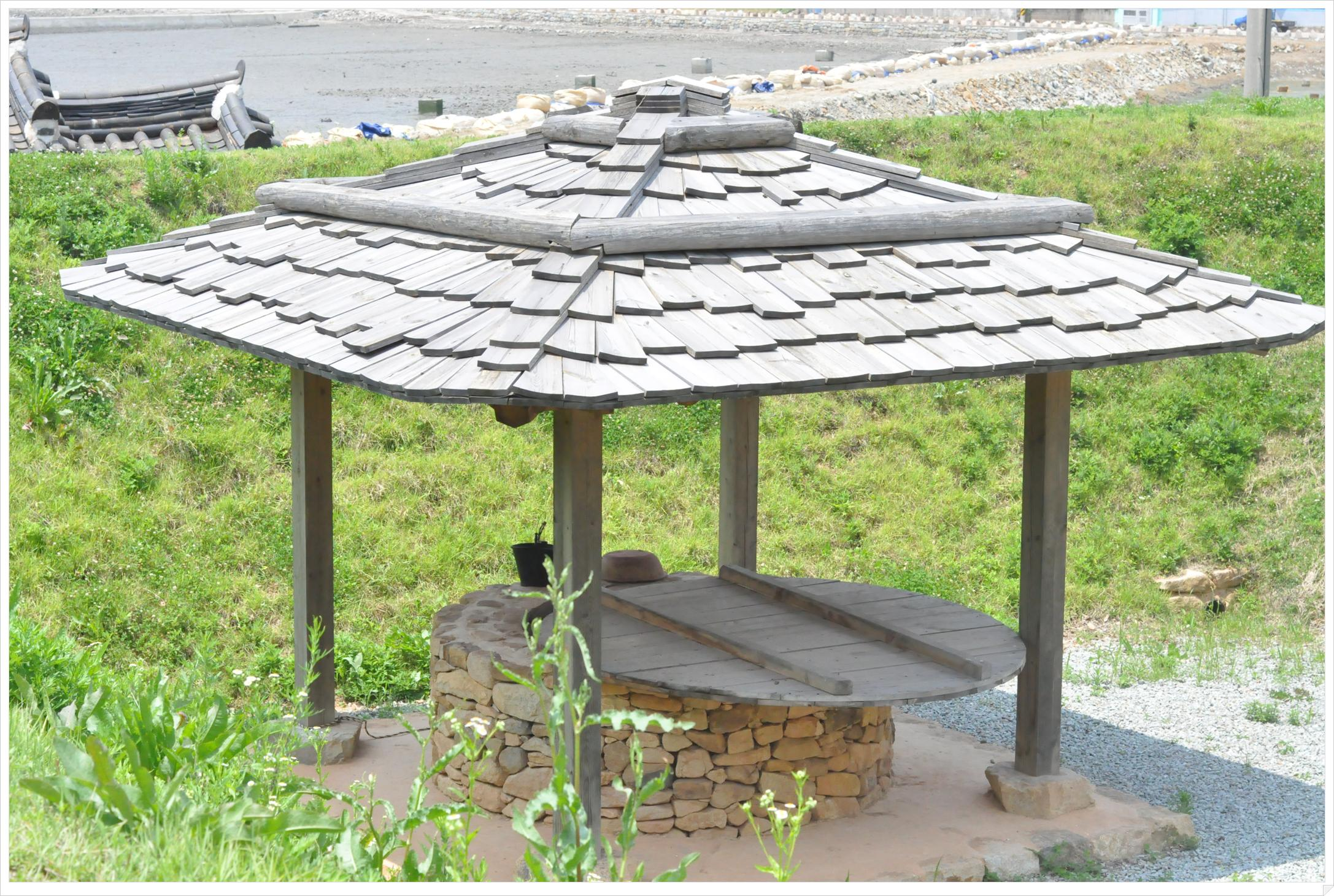
外城門前の井戸

- 「コ」字型の版築遺構と井戸：「コ」字型の版築遺構は、海岸構造物として韓国はもちろん、中国や日本でもその類いがないものとされている。 「コ」字型の版築遺構は井戸を保護して外城門を補完する機能を果たしている。 井戸は残存しており深さ5.8mで、ここではひだ文様の瓶と鉄製編など、多様な遺物が出土された。[4]

- 外城門：城の内外を結ぶ通路として事ある時は敵の攻撃を阻止して敵を逆襲したり撃退したりする通路である。

- 内城門：城の内部にある二番目の出入り口として防衛の機能をしている。

- 高台：東西に延びる清海鎮の南側の城壁の高い中間地点に位置しており、外国から内陸に通じる要所で、沿岸の商船や海賊を監視するのに有利な場所にある。